# Naarda umbria
Naarda umbria är en fjärilsart som beskrevs av George Francis Hampson 1902. Naarda umbria ingår i släktet Naarda och familjen nattflyn. Inga underarter finns listade i Catalogue of Life.